# Université du Staffordshire
 (mai 2018).
Si vous disposez d'ouvrages ou d'articles de référence ou si vous connaissez des sites web de qualité traitant du thème abordé ici, merci de compléter l'article en donnant les références utiles à sa vérifiabilité et en les liant à la section « Notes et références ».
L'université du Staffordshire (en anglais : Staffordshire University) est une université anglaise dont le campus principal est situé dans la ville de Stoke-on-Trent, et les trois autres campus à Stafford, Lichfield et Shrewsbury en Angleterre.

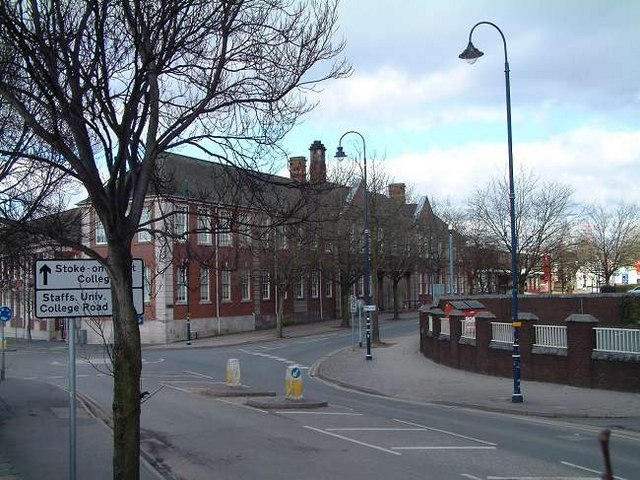
L'ancien collège technique ouvert en 1914

## Histoire
- en 1971 l'école polytechnique du North Staffordshire est formé par la fusion du Collège des arts de Stoke-on-Trent et du Collège de technologie du North Staffordshire (tous deux situés à Stoke-on-Trent) ainsi que du Collège de technologie du Staffordshire College situé à Stafford.
- en 1988 l'école devient l'école polytechnique du Staffordshire.
- en 1992 elle devient l'université du Staffordshire, l'une des nouvelles universités anglaises ou New Universities.

L'ancien footballeur reconverti comme présentateur sur Sky Sports Scott Minto en est diplômé en journalisme sportif.